# Proechimys poliopus
Proechimys poliopus là một loài động vật có vú trong họ Echimyidae, bộ Gặm nhấm. Loài này được Osgood mô tả năm 1914.